# Stojan Moderc
Stojan Moderc, slovenski jahač, * 1. april 1949, Lipica.
Moderc je za Jugoslavijo nastopil na Poletnih olimpijskih igrah 1984 v Los Angelesu, kjer je v mešanem dresurnem jahanju osvojil 33. mesto. Takrat je nastopil tudi v ekipni konkurenci skupaj z Dušanom Mavcem ter Alojzom Lahom. Ekipa je osvojila 10. mesto.